# 喀里多尼亚联盟
喀里多尼亚联盟（法語：Union calédonienne，缩写为UC）是新喀里多尼亚的一个左翼政党。该党成立于1953年2月。该党的意识形态是卡纳克民族主义、美拉尼西亚社会主义、基督教民主主义。该党主张新喀里多尼亚脱离法国独立。该党的主席是Daniel Goa，副主席是Néko Hnepeune和Gilbert Tyuienon，总书记是Pierre-Chanel Tutugoro。该党的总部位于努美阿。该党是卡纳克和社会主义民族解放阵线的成员。